# Demain, je serai libre
Série
El Lute, marche ou crève
(1987)
Pour plus de détails, voir Fiche technique et Distribution.
Demain, je serai libre (El Lute II: mañana seré libre) est un film espagnol réalisé par Vicente Aranda, sorti en 1988.
C'est la suite du film El Lute, marche ou crève sorti en 1987. Il est basé sur les mémoires du délinquant espagnol Eleuterio Sánchez devenu célèbre en Espagne dans les années 1960 pour ses évasions de prison, ce qui en a fait une figure légendaire. Pendant sa captivité, il a appris à lire, a obtenu un diplôme en droit et est devenu écrivain, continuant à protester de son innocence. 

## Fiche technique
- Titre : Demain, je serai libre
- Titre original : El Lute II: mañana seré libre
- Réalisation : Vicente Aranda
- Scénario : Vicente Aranda, Joaquim Jordà d'après les mémoires d'Eleuterio Sánchez
- Décors : Josep Rosell
- Costumes : María Eugenia Escrivá
- Photographie : José Luis Alcaine
- Montage : Teresa Font
- Musique : José Nieto
- Pays d'origine : Espagne
- Format : Couleurs - 35 mm - 1,85:1 - Stéréo
- Genre : biographie, drame
- Durée : 120 minutes
- Dates de sortie :
  - Espagne : 20 avril 1988
  - France : mai 1988 (Festival de Cannes 1988)

## Distribution
- Imanol Arias : Eleuterio Sánchez 'El Lute'
- Jorge Sanz : El Toto
- Ángel Pardo : El Lolo
- Pastora Vega : Esperanza
- Blanca Apilánez : María
- Terele Pávez : gitane

## Distinctions

### Sélection
- Festival de Cannes 1988 : sélection en compétition officielle

### Nominations
- 3e cérémonie des Goyas : meilleur acteur pour Imanol Arias, meilleur acteur dans un second rôle pour Jorge Sanz, meilleur scénario adapté, meilleurs effets spéciaux et meilleurs maquillages et coiffures